# Royal Rumble (2016)
Royal Rumble (2016) — ежегодное pay-per-view-шоу Королевская битва, проводимое федерацией рестлинга WWE. Шоу состоялось 24 января 2016 года в «Эмвей-центр» в городе Орландо, штат Флорида, США. Это шоу стало двадцать девятым ежегодным PPV Королевская битва и первым по счёту в 2016 году.
Это пятое PPV Royal Rumble, который проводится в штате Флорида после 1990, 1991, 1995 и 2006 годов. Это было второй Royal Rumble в Орландо с 1990 года и первое, WWE PPV в «Эмвей-центр» с момента его открытия в 2010 году.
Это шоу считается одним из «Большой четвёрки» PPV-шоу WWE (наряду с Рестлманией, SummerSlam и Survivor Series).

## Создание
Королевская битва (2016) является pay-per-view-шоу промоушена WWE, в котором рестлеры участвуют в различных фьюдах и сюжетных линиях. Рестлеры олицетворяют собою злодеев или героев на ринге. Фьюды проходят таким путём, что сначала, на рядовых эпизодах, обстановка накаляется, а уже на самих праздниках рестлинга тот или иной фьюд как правило подходит к своему логическому завершению.
Основой этого PPV станет матч «Королевская битва». Матч начинают два рестлера и через каждые полторы минуты выходит новый рестлер. Уничтоженным считается рестлер, который был выкинут за канаты и двумя ногами коснулся пола. Всего в матче участвуют 30 рестлеров. Победитель «Королевской битвы» получает возможность драться с чемпионом мира в тяжёлом весе WWE на главном PPV-шоу года — PPV Рестлмания.
Билеты на это шоу поступили в продажу в начале ноября 2015 года.

## Предыстория
На RAW от 28 декабря вернулся Биг Шоу и объявил себя первым участником Королевской битвы. 1 января на сайте WWE.com было объявлено что вторым участником Королевской битвы станет Кёртис Аксель. На RAW от 4 января Семья Уайатта (Брей Уайатт, Эрик Роуен, Люк Харпер и Браун Строумен), Райбек и Дольф Зигглер объявили себя участниками Королевской Битвы. Так же в WWE вернулся Крис Джерико и объявил себя участником Королевской Битвы. Но тем же вечером сообщили что Королевская Битва будет не за возможность боя на Рестлмании 32, а за сам титул чемпиона мира в тяжёлом весе WWE, который будет защищать Роман Рейнс. На SmackDown! от 7 января во время Miz TV было объявлено что Миз, Голдаст, Невилл, Р-Труф и Новый День(Биг И, Кофи Кингстон и Ксавье Вудс) будут участвовать в Королевской Битве. На RAW от 11 января стало известно что в Королевской Битве будут участвовать Альберто Дель Рио, Хит Слейтер, Бо Даллас и Адам Роуз. На этом же RAW Стефани МакМэн объявила что Брок Леснар будет участвовать в Королевской Битве. 13 января на сайте WWE.com было объявлено что Стардаст и Марк Генри будут участвовать в Королевской Битве. На SmackDown! от 14 января Шеймус объявил о своём участии в матче. На RAW от 18 января было объявлено что Роман Рейнс выйдет в Королевской Битве под № 1, а также Тайтус О’Нил будет участвовать в битве. На этом же RAW было Highlight Reel во время которого произошла драка Леснара и Рейнса, после чего выбежала Лига Наций и Семья Уайатта, которые атаковали Романа и Брока.
На PPV TLC: Tables, Ladders & Chairs Шеймус смог отстоять титул в матче против Рейнса, с помощию Лиги Наций (Альберто Дель Рио и Русева). После матча Роман атаковал всех избив стулом, после чего на арену вышли Triple H и Стефани МакМэн. Но Рейнс не остановился и избил Triple H стулом, а также проведя ему гарпун. На следующем RAW Винс МакМэн заявил что Рейнс получит свой матч реванш, но с условием что если Рейнс проиграет, он покинет WWE. Во время матча Винс пытался отвлекать судью, благодаря чему незаметным осталась попытка вмешаться в матч от Русева и Альберто Дель Рио. Но Роман Рейнс смог отбиться от них, провел супермен Панч Винсу, удержал Шеймуса и стал новым WWE Чемпионом мира в тяжёлом весе. На RAW от 28 декабря Винс МакМэн попытался арестовать Рейнса, но был сам забран в участок. В конце того же вечера, Винс вернулся и объявил что на следующей неделе Рейнс будет защищать титул от Шеймуса, в матче со специальным рефери. На RAW от 4 января Роман Рейнс смог защитить титул от Шеймуса, но затем было объявлено что на Королевской Битве Роман будет защищать свой титул в Королевской Битве из 30 рестлеров. На RAW от 11 января Роман Рейнс бился против 20 человек в матче «One versus all», но матч завершился без результата, после вмешательства Брока Леснара. На RAW от 18 января во время Highlight Reel Криса Джерико и Пола Хеймана, вышел Брок Леснар, но сразу же вышел Роман Рейнс, он сразу же загарпунил Леснара и тут выбежала Лига Наций, но неожиданно появилась Семья Уайатта и атаковывает Леснара и Рейнса.
На PPV TLC: Tables, Ladders & Chairs Дин Эмброус победил Кевина Оуэнса и стал новым Интерконтинентальным чемпионом WWE. На RAW от 14 декабря Дин Эмброус бился против Дольфа Зигглера, но матч завершился без результата после вмешательства Кевина Оэунса который атаковал обоих. На SmackDown! от 17 декабря Оуэнс бился против Зигглера, и смог победить, но после матча выбежал Эмброус, но Оуэнс смог и от него отбился. На SmackDown! от 22 декабря Дин Эмброус смог отстоять титул в матче против Кевина Оуэнса и Дольфа Зигглера. На RAW от 28 декабря Кевин Оуэнс атаковал Дина Эмброуса после его матча, проломив им комментаторский стол. На SmackDown! от 31 декабря Роман Рейнс и Дин Эмброус победили Шеймуса и Кевина Оуэнса. На SmackDown! от 7 января матч Кевина Оуэнса и Дина Эмброуса закончился двойным отчётом. На RAW от 11 января Дин Эмброус бился против Шеймуса, но в матч вновь вмешался Кевин Оуэнс атаковавши Эмброуса. На SmackDown! от 14 января Дин Эмброус бросил вызов Оэнсу на матч Last Man Standing на Королевской Битве, и тот принял вызов.
На RAW от 30 ноября Шарлотт победила Бекки Линч, но сделала это при помощи своего отца Рика Флэра. На SmackDown! от 3 декабря Шарлотт вмешалась в матч Бекки Линч против Бри Беллы, атаковав последнюю. На RAW от 4 января Бекки Линч победила Шарлотт в матче без титула на кону, но после матча Шарлотт избила Бекки тем самым совершив хилл-тёрн. На SmackDown! от 7 января Шарлотт победила Бекки Линч в титульном матче и вновь после вмешательства Рика Флэра. На RAW от 11 января Бекки атаковала Шарлотт перед её матчем. На SmackDown! от 14 января Бекки победила Бри Беллу, и в закулисном интервью бросила вызов Шарлотт на титульный матч. На RAW от 18 января Бекки победила Тамину, и после матча начала провоцировать Шарлотт, но та не соглашалась на матч, но неожиданно Рик Флэр ответил согласием на матч за титул Чемпионки Див WWE.
На SmackDown! от 7 января Калисто победил Альберто Дель Рио. На RAW от 11 января Калисто победил Альберто Дель Рио и стал новым Чемпионом Соединённых Штатов WWE. На SmackDown! от 14 января Альберто смог отобрать титул у Калисто, в матче-реванше. 18 января на сайте WWE.com было объявлено что матч реванш пройдёт на Королевской Битве.

## Таблица Королевской битвы
| №  | Рестлер           | № вылета | Рестлер(ы), который(е) выбил(и) | Время | Количество выбитых |
| -- | ----------------- | -------- | ------------------------------- | ----- | ------------------ |
| 1  | Роман Рейнс       | 28       | Triple H                        | 59:50 | 5                  |
| 2  | Русев             | 1        | Роман Рейнс                     | 1:30  | 0                  |
| 3  | Эй Джей Стайлз    | 11       | Кевин Оуэнс                     | 27:53 | 2                  |
| 4  | Тайлер Бриз       | 2        | Стайлз и Рейнс                  | 1:00  | 0                  |
| 5  | Кёртис Аксель     | 3        | Эй Джей Стайлз                  | 1:11  | 0                  |
| 6  | Крис Джерико      | 26       | Дин Эмброус                     | 50:50 | 1                  |
| 7  | Кейн              | 9        | Браун Строуман                  | 18:44 | 1                  |
| 8  | Голдаст           | 4        | Тайтус O’Нил                    | 5:55  | 0                  |
| 9  | Райбэк            | 8        | Биг Шоу                         | 12:21 | 0                  |
| 10 | Кофи Кингстон     | 6        | Крис Джерико                    | 8:15  | 0                  |
| 11 | Тайтус O’Нил      | 7        | Биг Шоу                         | 9:06  | 1                  |
| 12 | R-Truth           | 5        | Кейн                            | 0:58  | 0                  |
| 13 | Люк Харпер        | 19       | Брок Леснар                     | 24:16 | 4                  |
| 14 | Стардаст          | 14       | Люк Харпер                      | 14:12 | 0                  |
| 15 | Биг Шоу           | 10       | Брон Строумэн                   | 4:58  | 2                  |
| 16 | Невилл            | 13       | Люк Харпер                      | 10:17 | 0                  |
| 17 | Брон Строумэн     | 20       | Брок Леснар                     | 18:00 | 4                  |
| 18 | Кевин Оуэнс       | 12       | Сами Зейн                       | 5:00  | 1                  |
| 19 | Дин Эмброус       | 29       | Triple H                        | 29:57 | 1                  |
| 20 | Сами Зейн         | 16       | Брон Строумэн                   | 4:55  | 1                  |
| 21 | Эрик Роуэн        | 17       | Брок Леснар                     | 4:35  | 1                  |
| 22 | Марк Генри        | 15       | Харпер, Роуэн и Строуман        | 0:47  | 0                  |
| 23 | Брок Леснар       | 21       | Харпер, Роуэн и Строуман        | 9:31  | 4                  |
| 24 | Джек Сваггер      | 18       | Брок Леснар                     | 0:29  | 0                  |
| 25 | Миз               | 22       | Роман Рейнс                     | 8:55  | 0                  |
| 26 | Альберто Дель Рио | 23       | Роман Рейнс                     | 7:02  | 0                  |
| 27 | Брэй Уайатт       | 25       | Triple H и Шеймус               | 11:25 | 0                  |
| 28 | Дольф Зигглер     | 24       | Triple H                        | 7:10  | 0                  |
| 29 | Шеймус            | 27       | Роман Рейнс                     | 8:46  | 1                  |
| 30 | Triple H          | -        | Победитель                      | 9:03  | 4                  |